# Jiřina Veselá
Jiřina Veselá (* 21. prosince 1930) byla česká a československá politička Komunistické strany Československa, funkcionářka odborové centrály ÚRO a poslankyně Sněmovny národů Federálního shromáždění za normalizace.

## Biografie
XVI. sjezd KSČ ji zvolil za členku Ústředního výboru KSČ. Od roku 1978 byla tajemnicí, členkou předsednictva a sekretariátu ÚRO. Od roku 1979 byla rovněž členkou předsednictva Ústředního výboru Československého svazu žen. V roce 1980 získala Řád práce.
Ve volbách roku 1981 zasedla za KSČ do české části Sněmovny národů (volební obvod č. 74 - Šumperk, Severomoravský kraj). Mandát obhájila ve volbách roku 1986 (obvod Šumperk). Ve Federálním shromáždění setrvala do ledna 1990, kdy rezignovala na svůj post v rámci procesu kooptací do Federálního shromáždění po sametové revoluci.